# Astenie
Astenia (din greacă ἀσθένεια, unde: ἀ- = fără; σθένος = forță) este o slăbire generală a organismului, aceasta traducându-se printr-o stare de oboseală, care poate antrena insuficiențe funcționale multiple. 
Astenia poate avea diverse cauze și se poate prezenta sub diferite aspecte, afectând în mod preponderent sfera psihică, fizică, intelectuală sau sexuală: 
- Oboseală musculară
- Oboseală intelectuală (diminuarea atenției, dificultăți de concentrare, pierderea memoriei, încetineală în gândire)
- Alterarea percepției mediului înconjurător (intoleranță la zgomote, la lumină, vâjâit în urechi, amețeli, vedere încețoșată)
- Diminuarea vitalității fără manifestări depresive (lipsă de inițiativă, inhibiție, pierderea interesului, însingurare)
- Alterări de personalitate (hipersensibilitate la mediu, iritabilitate, pierderea controlului emoțional)
- Dureri variate și schimbătoare (dureri toracice, cefalee, dureri abdominale)
- Alterări ale somnului

Astenia de primăvară este o formă de astenie care apare la trecerea dintre iarnă și primăvară, dintre primăvară și vară, uneori dintre toamnă și iarnă, atunci când crește brusc luminozitatea în timpul zilei. Din acest motiv, simptomele asteniei pot apărea și în perioada imediat următoare eclipselor solare. Astenia se manifestă prin cefalee, somnolență, palpitații, nervozitate, scăderea memoriei, hiperactivitate, boala Crohn și comportament labil - semne fiziologice datorate eforturilor de adaptare ale organismului la noile condiții meteorologice.
Remediile împotriva asteniei de primăvară sunt: alimentare (legume proaspete; verdețuri de sezon: salata verde, urzicile, năut, păstârnac, nalba, rubarba, goji și spanacul;  fructele, în special cele cu un conținut bogat în vitamina C, cum sunt merele și citricele; drojdie de bere; lichide), cura de vitamine și minerale, odihna și mișcarea.